# Chaillac
Chaillac é uma comuna francesa na região administrativa do Centro, no departamento Indre. Estende-se por uma área de 59,33 km². Em 2010 a comuna tinha 1 102 habitantes (densidade: 18,6 hab./km²).